# کبوترخانه رباط مراد
کبوتر خانه رباط مراد مربوط به دوره قاجار است و در شهرستان خمین، بخش مرکزی، دهستان گله زن، روستای رباط مراد واقع شده و این اثر در تاریخ ۲۶ اسفند ۱۳۸۶ با شمارهٔ ثبت ۲۲۰۷۴ به‌عنوان یکی از آثار ملی ایران به ثبت رسیده است.